# Sparianthis chicaque
Espèce
Sparianthis chicaque est une espèce d'araignées aranéomorphes de la famille des Sparassidae.

## Distribution
Cette espèce est endémique du département de Cundinamarca en Colombie,. Elle se rencontre vers San Antonio del Tequendama et Tibacuy.

## Description
Le mâle holotype mesure 6,36 mm et la femelle paratype 7,37 mm.

## Systématique et taxinomie
Cette espèce a été décrite par Casas et Rheims en 2024.

## Étymologie
Son nom d'espèce lui a été donné en référence au lieu de sa découverte, le parc naturel de Chicaque.

## Publication originale
- Casas & Rheims, 2024 : « An update on the genus Sparianthis Simon, 1880 (Sparassidae: Sparianthinae). » Zootaxa, no 5496(3), p. 343-369.